# Tro Bro Léon 2017
De 34e editie van de Franse wielerwedstrijd Tro Bro Léon werd gehouden op 17 april 2017. De start en finish waren, net als in de voorgaande edities, in Lannilis. Er stonden 144 renners aan de start waarvan 64 de finish wisten te bereiken. De wedstrijd maakte deel uit van de UCI Europe Tour 2017, in de categorie 1.1 en de Coupe de France. In 2016 won de Deen Martin Mortensen. Dit jaar won Damien Gaudin.

## Deelnemende ploegen
| WorldTour        | ProContinentaal              | Continentaal                    |
| ---------------- | ---------------------------- | ------------------------------- |
| AG2R La Mondiale | Cofidis                      | Cibel-Cebon                     |
| FDJ              | Delko Marseille Provence KTM | ColoQuick CULT                  |
|                  | Direct Énergie               | Delta Cycling Rotterdam         |
|                  | Fortuneo-Vital Concept       | Equipe Cycliste Armée de Terre  |
|                  | Israel Cycling Academy       | Euskadi Basque Country - Murias |
|                  | Manzana Postobón             | HP BTP-Auber 93                 |
|                  | Veranda's Willems-Crelan     | Joker Icopal                    |
|                  | Wanty-Groupe Gobert          | Madison-Genesis                 |
|                  |                              | Roubaix Lille Métropole         |

## Uitslag
| Plaats  | Naam                | Ploeg                          | tijd     |
| ------- | ------------------- | ------------------------------ | -------- |
| Winnaar | Damien Gaudin       | Equipe Cycliste Armée de Terre | 4u50'22" |
| 2       | Frederik Backaert   | Wanty-Groupe Gobert            | +2"      |
| 3       | Benjamin Giraud     | Delko Marseille Provence KTM   | +7"      |
| 4       | Laurent Pichon      | Fortuneo-Vital Concept         | z.t.     |
| 5       | Kévin Le Cunff      | HP BTP-Auber 93                | z.t.     |
| 6       | Mathias De Witte    | Cibel-Cebon                    | z.t.     |
| 7       | Arnaud Démare       | FDJ                            | z.t.     |
| 8       | Damien Touzé        | HP BTP-Auber 93                | z.t.     |
| 9       | Sylvain Chavanel    | Direct Énergie                 | z.t.     |
| 10      | Hugo Hofstetter     | Cofidis                        | z.t.     |
| 11      | Fabien Canal        | Equipe Cycliste Armée de Terre | z.t.     |
| 12      | Julien Loubet       | Equipe Cycliste Armée de Terre | z.t.     |
| 13      | Evaldas Šiškevičius | Delko Marseille Provence KTM   | z.t.     |
| 14      | Guillaume Levarlet  | Wanty-Groupe Gobert            | z.t.     |
| 15      | Erwann Corbel       | Fortuneo-Vital Concept         | z.t.     |
|         |                     |                                |          |
| 41      | Dennis Bakker       | Delta Cycling Rotterdam        | + 5'23"  |

## Coupe de France
In de race waren ook punten te verdienen voor de Coupe de France. De tussenstand na Tro bro Léon was als volgt:
| Plaats  | Naam                | Ploeg                          | Punten |
| ------- | ------------------- | ------------------------------ | ------ |
| Winnaar | Laurent Pichon      | Fortuneo-Vital Concept         | 137    |
| 2       | Nacer Bouhanni      | Cofidis                        | 105    |
| 3       | Samuel Dumoulin     | AG2R La Mondiale               | 66     |
| 4       | Julien Simon        | Cofidis                        | 65     |
| 5       | Arnaud Démare       | FDJ                            | 64     |
| 6       | Flavien Dassonville | HP BTP-Auber 93                | 60     |
| 7       | Julien Loubet       | Equipe Cycliste Armée de Terre | 55     |
| 8       | Damien Touzé        | HP BTP-Auber 93                | 54     |
| 9       | Frederik Backaert   | Wanty-Groupe Gobert            | 53     |
| 10      | Thomas Boudat       | Direct Énergie                 | 53     |

1984 · 1985 · 1986 · 1987 · 1988 · 1989 · 1990 · 1991 · 1992 · 1993 · 1994 · 1995 · 1996 · 1997 · 1998 · 1999 · 2000 · 2001 · 2002 · 2003 · 2004 · 2005 · 2006 · 2007 · 2008 · 2009 · 2010 · 2011 · 2012 · 2013 · 2014 · 2015 · 2016 · 2017 · 2018 · 2019 · 2020 · 2021 · 2022 · 2023 · 2024